# Le Train fatal
Le Train fatal est une chanson dramatique française de Charles-Louis Pothier dont la musique a été composée par Charles Borel-Clerc. Elle a été interprétée pour la première fois en 1916 par Adolphe Bérard.

## Thème
L'histoire inspirée du roman "La Bête humaine" de Zola raconte la tragédie d'un train qui roule vers la catastrophe emmenant les passagers insouciants alors que le mécanicien et le chauffeur en sont tombés, en proie à un combat à mort pour Lison. « Qu’importaient les victimes que la machine écrasait en chemin ! N’allait-elle pas quand même à l’avenir, insoucieuse du sang répandu ? Sans conducteur, au milieu des ténèbres, en bête aveugle et sourde qu’on aurait lâchée parmi la mort, elle roulait, elle roulait, chargée de cette chair à canon, de ces soldats, déjà hébétés de fatigue, et ivres, qui chantaient » (dernières lignes du roman).
Le mécanicien Jean, sur sa locomotive,
Regarde l'air mauvais Blaise, le beau chauffeur ;
La colère en ses yeux luit d'une flamme vive,
De sa femme chérie Blaise a volé le cœur...
On peut cependant relever que le drame évoqué repose sur une inexactitude technique : une locomotive à vapeur sans mécanicien ni chauffeur, dont la chaudière n'est donc plus alimentée en combustible, va ralentir et s'arrêter, alors que dans la chanson, elle roule inexorablement vers l'explosion finale. (Les locomotives modernes sont équipées d'un système de sécurité obligeant le conducteur à intervenir à intervalle régulier pour que le train continue de rouler, en cas de malaise, par exemple, le train s'arrête).